# Tade Thompson
Tade Thompson ist ein in Großbritannien geborener, nigerianischer Psychiater und Autor mit yorubischen Wurzeln. Bekannt ist er vor allem für seinen Science-Fiction-Roman Rosewater, für den er einen Nommo Award und einen Arthur C. Clarke Award gewann.

## Leben
Thompson wurde in London als Kind yorubischer Eltern geboren. Im Alter von sieben Jahren verließ er im Jahr 1976 mit seiner Familie das Vereinigte Königreich, um nach Nigeria zu migrieren, wo er aufwuchs und später begann, Medizin und Sozialanthropologie zu studieren. Im Jahr 1998 kehrte er nach Großbritannien zurück, um seine Studien dort abzuschließen und sich anschließend im psychiatrischen Bereich zu spezialisieren. Für ein Jahr zog er nach Samoa und arbeitete dort als Arzt. Heute lebt er an der Südküste Englands.
Neben seiner Autorentätigkeit ist Thompson am St James' Hospital in Portsmouth in Vollzeit als Psychiater tätig. Dabei ist er auf psychische Störungen von Menschen mit physischen Problemen spezialisiert. In einem Interview 2020 mit der britischen Tageseitung The Guardian bezeichnete er seine Arbeit im Krankenhaus als seine Berufung und Möglichkeit, Menschen zu helfen. (“The hospital work is a calling. I help people.”)
Zudem ist Thompson als Künstler und Illustrator tätig.

## Werk
Neben einer Reihe von Kurzgeschichten und Novellen hat Thompson mehrere Romane veröffentlicht. In vielen seiner Erzählungen werden verschiedene (Sub-)Genres – u. a. Science-Fiction, Coming-of-Age, Horror, Thriller, Krimi, Cyberpunk - miteinander kombiniert. Thompson gilt als Vertreter des Afrofuturismus.
Sein Debütroman Making Wolf (dt. Wild Card) aus dem Jahr 2015 ist ein Krimi, dessen Handlung in einem fiktiven, westafrikanischen Staat verortet ist. Die Hauptfigur, Weston Kogi, wird damit beauftragt, den Mord an einem Politiker aufzuklären. Der Roman verhandelt Themen rund um sexistische Gewalt und Korruption.
2016 veröffentlichte Thompson mit Rosewater den ersten Band seiner afrofuturistischen Wormwood-Trilogie. Die Reihe, eine Mischung aus Thriller und First-Contact-Romanen, spielt in den 50er und 60er Jahren des 21. Jahrhunderts in der fiktiven nigerianischen Stadt Rosewater, die sich um eine von Außerirdischen erzeugte Biokuppel gebildet hat.
Im Jahr 2021 erschien schließlich sein Sciene-Fiction-Krimi Far from the Light of Heaven (dt. Fern vom Licht es Himmels). Hierzu inspiriert wurde Thompson durch die Erzählform des Locked Room Mistery, wie Edgar Allen Poe sie in seiner Kurzgeschichte Der Doppelmord in der Rue Morgue entwickelte. Die Protagonistin Michelle Campion erwacht auf dem KI-gesteuerten Raumschiff Ragtime aus einem künstlichen Schlaf und muss feststellen, dass viele ihrer Mitreisenden diesen nicht überlebt haben.
Die deutschen Übersetzungen seiner Bücher sind im Golkanda Verlag und bei Suhrkamp erschienen.
Thompson gehörte 2015 zu den Initiatoren der African Speculative Fiction Society und ist in Großbritannien Sprecher für die Nommo Awards.
Im Jahr 2023 wurde Thompson Stipendiat der Royal Society of Literature.
Momentan befinden sich sowohl die Verfilmung der Molly Southbourne Trilogie als auch eine Serienproduktion auf Basis von Making Wolf in der Entwicklung.

## Bibliographie

### Romane

#### DieWormwoodTrilogie
Alle von Jakob Schmidt übersetzt:
- Rosewater. Apex, 2016. 
  - Rosewater. Golkanda, 2020. ISBN 978-3-96509-010-1
- The Rosewater Insurrection. Orbit, 2019. ISBN 978-0316449083
  - Rosewater - der Aufstand. Golkanda, 2022. ISBN 978-3-96509-026-2
- The Rosewater Redemption. Orbit, 2019. ISBN 978-0316449090
  - Rosewater - die Erlösung. Golkanda, 2025. ISBN 978-3-96509-028-6

#### Weitere Romane
- Making Wolf. Rosarium Publishing, 2015. ISBN 978-1495607486
  - Wild Card. Übersetzt von Karl-Heinz Ebnet. Suhrkamp, 2021. ISBN 978-3-518-47151-7
- Far from the Light of Heaven. Orbit, 2021. ISBN 978-0759557918
  - Fern vom Licht des Himmels. Übersetzt von Jakob Schmidt. Golkanda, 2022. ISBN 978-3-96509-059-0
- Jackdaw. Cheerio, 2022. ISBN 978-1-80081-165-2

### Novellen und Kurzgeschichten

#### Die Molly Southbourne Trilogie
- The Murders of Molly Southbourne. Tordotcom, 2017. ISBN 9780765397133
- The Survival of Molly Southbourne. Tordotcom, 2019. ISBN 9781250217264
- The Legacy of Molly Southbourne. Tordotcom, 2022. ISBN 9781250824707

#### Kurzgeschichten
- Sidetracked. Erschienen in Neverary, 2003.
- The McMahon Institute for Unquiet Minds. Erschienen in Ideomancer Magazine, 2005.
- Bone. Erschienen in Household Gods and Other Narrative Offences, self-publishing, 2008.
- Slip Road. Erschienen in Expanded Horizons, 2009.
- Shadow. Erschienen in Expanded Horizons, 2010.
- Notes from Gethsemane. Erschienen in AfroSF: Science Fiction by African Writers. StoryTime Press, 2012.
- Bicycle Girl. Erschienen in Expanded Horizons, 2013.
- The Flying Orchid. Erschienen in Household Gods and Other Narrative Offences, self-publishing, 2013.
- One Hundred and Twenty Days of Sunlight. Erschienen in Mothership: Tales from Afrofuturism and Beyond. Rosarium Publishing, 2013.
- Budo or, The Flying Orchid. Erschienen in Steampunk World. Alliteration Ink, 2014.
- Honourable Mention. Erschienen in Dangerous Games. Solaris, 2014.
- The Monkey House. Erschienen in Omenana. SevenHills Media, 2015.
- Child, Funeral, Thief, Death. Erschienen in Apex Magazine. Apex Publications, 2015.
- The Last Pantheon. Erschienen in AfroSFv2. StoryTime Press, 2015.  (mit Nick Wood)
- Decommissioned. Erschienen in Crises and Conflicts. NewCon Press, 2016.
- Household Gods. Erschienen in Around the World. Guardbridge Books, 2016.
- The Apologists. Erschienen in Interzone.  TTA Press, 2016.
- Gnaw. Erschienen in Five Stories High. Solaris, 2016.
- Madwoman of Igbobi Hospital. Erschienen in Household Gods and Other Narrative Offences, self-publishing, 2016.
- Bootblack. Erschienen in Expanded Horizons, 2017.
- Yard Dog. Erschienen in Fiyah Literary Magazine, 2018.
- Kaseem's Way. Erschienen in Creatures: The Legacy of Frankenstein. Abaddon Books, 2018.
- About Helen. Erschienen in Stories of Hope and Wonder: In Support of the UK's Healthcare Workers. NewCon Press, 2018.
- Thirty-Three. Erschienen in Avatars Inc. XPRIZE, 2020.
- Orlanda. Erschienen in Household Gods and Other Narrative Offences, self-publishing, 2020.
- Elegba's Valley. Erschienen in Upshot: Stories of Financial Futures. Riscura, 2021.
- Down and Out in Exile Park. Erschienen in Tomorrow's Parties: Life in the Anthropocene. The MIT Press, 2022.
- The Sweet in the Empty. Erschienen in The Magazine of Fantasy & Science Fiction. Spilogale, Inc., 2023.
- The Luck Thief. Erschienen in The Book of Witches. Harper Voyager, 2023.
- The Flaming Embusen. Erschienen in Uncanny Magazine, 2025.

### Gedichte
- Komolafe. Erschienen im Occult Detective Magazine #6, 2013.

### Essays
- The Last Word on the Last Pantheon (mit Nick Wood), erschienen in Shattered Prism. Rosarium Publishing, 2016. ISBN 978-1-4956-2347-9

- Please Stop Talking about the 'Rise' of African Science Fiction. 2018. Online-Quelle.

## Auszeichnungen
- 2016: The Kitschies, Golden Tentacle Award für einen Debütroman für Making Wolf[23]
- 2017: British SF Association Awards, nominiert für die Kurzgeschichte The Apologists[24]
- 2017: John W. Campbell Memorial Award, nominiert für Rosewater[25]
- 2017: Nommo Award für Rosewater[26]
- 2018: British Fantasy Awards, nominiert für The Murders of Molly Southbourne[25]
- 2018: British SF Association Awards, nominiert für The Murders of Molly Southbourne[25]
- 2018: Shirley Jackson Awards, nominiert für The Murders of Molly Southbourne[25]
- 2018: Nommo Award für The Murders of Molly Southbourne[27]
- 2019: Arthur C. Clarke Award für Rosewater[3]
- 2019: British SF Association Awards, nominiert für Rosewater[25]
- 2019: The Kitschies, nominiert für den Red Tentacle Award für Rosewater[25]
- 2019: Theodore Sturgeon Memorial Award, nominiert für die Kurzgeschichte Yard Dog[25]
- 2020: Hugo Awards, nominiert für die Wormwood-Trilogie[25]
- 2020: British SF Association Awards, nominiert für Rosewater Insurrection[25]
- 2020: Nommo Award, nominiert für Rosewater Insurrection[28]
- 2020: Dragon Awards, nominiert für The Rosewater Redemption[25]
- 2020: Philip K. Dick Award, nominiert für The Rosewater Redemption[25]
- 2020: Locus Awards, nominiert für The Rosewater Redemption[25]
- 2020: Grand Prix de l’Imaginaire für The Murders of Molly Southbourne[25]
- 2020: British SF Association Awards, nominiert für The Survival of Molly Southbourne[25]
- 2020: Ignyte Awards, nominiert für The Survival of Molly Southbourne[25]
- 2022: Philip K. Dick Award, nominiert für Far from the Light of Heaven[25]
- 2022: Nommo Awards, nominiert für Far from the Light of Heaven[29]
- 2023: Philip K. Dick Award, nominiert für The Legacy of Molly Southbourne[25]